# 神桌山
神桌山，位於台灣苗栗縣三灣鄉大河村、獅潭鄉百壽村與南庄鄉西村、南江村交界處的一座山峰，峰頂海拔762公尺，屬於加里山山脈八卦力山系北稜線上的山峰，山上有野豬。
以下為沿此山主要稜線分佈的周邊山岳
- 沿北稜線：象山
- 沿南稜線：崩山、大窩山、仙山、八卦力山

周邊山岳尚有三尖山（西側）、小東河山（東南側）。
以下為發源於此山的河川：
- 南港溪（中港溪水系）：發源於西南坡